# Центральна наукова бібліотека Харківського національного університету імені В. Н. Каразіна
Центральна наукова бібліотека (ЦНБ) Харківського національного університету імені В. Н. Каразіна — одна з найстаріших та найбільших книгозбірень України.

## Загальний опис
Бібліотеку засновано 1804 року разом з самим Університетом за ініціативи В. Н. Каразіна. Бібліотека є освітнім, інформаційним та культурно-просвітницьким підрозділом університету. У 2013 р. «Фонд книжкових пам'яток» Центральної наукової бібліотеки Харківського національного університету імені В. Н. Каразіна було внесено до Державного реєстру наукових об'єктів, що становлять національне надбання (Розпорядження КБ Міністрів України від 28 серпня 2013 р. № 650-р; лист Державного агентства з питань науки, інновацій та інформатизації України Держінформнауки України «Щодо включення до Державного реєстру наукових об'єктів, що становлять національне надбання»). Плідно працює з міжнародними організаціями і фондами, є членом проєкту ELibUkr «Електронні бібліотеки України», членом Асоціації «Інформатіо-Консорціум» з доступу до електронних наукових ресурсів у режимі он-лайн, партнером Всесвітньої цифрової бібліотеки — WDL, створеної за підтримки ЮНЕСКО і Бібліотеки Конгресу США, Європейської цифрової бібліотеки «Європеана» − загальноєвропейської віртуальної бібліотеки, яка надає відкритий доступ до культурної спадщини Європи всім охочим. ЦНБ отримувала гранти Фонду Анастасіоса Левентіса (Кіпр) для поповнення фондів і для реставрації грецьких рукописів з фондів бібліотеки і Посольства США в Україні для поліпшення роботи Центру «Вікно в Америку».
Для читачів працюють 5 абонементів, 12 читальних залів, 2 спеціалізованих зали каталогів, служба міжбібліотечного абонемента, зал інформаційного сервісу, Центр Інтернет-технологій. Цілодобово працює електронний каталог з електронним замовленням. На WEB-сторінці ЦНБ працюють: електронний архів (репозитарій) університету — eKhNUIR, довідково-бібліографічна служба «Віртуальний бібліограф», «Бібліотечний форум», eScriptorium − архів рідкісних видань і рукописів (повні електронні версії або фрагменти) для науки та освіти. Бібліотека створила та підтримує сторінки ЦНБ у соціальних мережах, на яких надає інформацію про свою діяльність та анонсує події, на які запрошує усіх охочих.
28 серпня 2013 р. — колекція і фонд Центральної наукової бібліотеки отримали статус наукового об’єкта, що становить національне надбання.
З 1 вересня 2013 року за ініціативи Центральної наукової бібліотеки у вузівських бібліотеках м. Харкова діє проєкт «Єдина картка читача бібліотек внз Харкова». Даний проєкт надає студентам, аспірантам, викладачам та науковцям університетів необмежений доступ до фондів й електронних ресурсів для використання їх у навчанні та науково-дослідній роботі. До проєкту приєдналося 25 бібліотек внз Харкова.

## Фонди
Фонд: понад 3 400 000 примірників, у тому числі наукової літератури — понад 1 800 000, навчальної — близько 1 155 000, художньої — близько 380 000.; більше 720 000 видань зарубіжної літератури.
Бібліотека передплачує газети і журнали, електронні бібліографічні бази даних публікацій (книжкових, журнальних та газетних статей, рецензій, авторефератів), у тому числі зарубіжні.
Бібліотека має унікальний за розмірами й значимістю фонд рідкісних видань і рукописів. Тут зберігається близько 50 000 томів, виданих до 1825 року, зокрема колекції інкунабул (19), палеотипів (300), видання західноєвропейських друкарів (Альдів, Етьєнів, Фробенів, Плантена, Ельзевірів), колекція польських видань та ін. Серед східнослов'янських книжкових пам'яток — зібрання книг кириличного (зокрема 7 прим. українських першодруків) та гражданського друку, прижиттєві видання класиків науки і літератури, особисті бібліотеки професорів Харківського університету: О. О. Потебні, М. Ф. Сумцова, Д. М. Синцова, М. Й. Криштафовича та ін.
У колекції книг з мистецтва представлено 65918 примирників, зберігаються цінні видання XIX ст. (понад 400 тис. прим)
У бібліотеці зберігаються перші журнали та газети в Україні, що вийшли з друкарні Університету: «Харьковские известия»
(1817—1823), «Харьковский Демокрит» (1816), «Украинский вестник» (1816—1820), «Украинский журнал» (1823—1825) та ін.
Хронологічні рамки колекції рукописів (до 1000 прим.) — з XII по ХХ століття.
Серед скарбів бібліотеки:
- Грецька наукова збірка «Явления» Арата XIV ст.;
- Турецькі та арабські рукописи XVI—XVIII ст.,
- Католицький молитовник XV ст. на пергаменті;
- Рукопис південно-індійського походження на пальмовому листі;
- 5 оригіналів видань Івана Федоровича, зокрема «Новый завет с псалтырью», Острог, 1580 р. ; «Острозька біблія», 1581 р.
- 2 Універсали гетьмана Івана Мазепи (1704 р.),
- Грамоти на пергаменті французьких королів Людовика XIV, XV, XVI;
- Документи Французької революції;
- Лист Наполеона (1813);
- Літопис Грабянки (поч. ХІХ ст);
- Листи І. Я. Франка до Н.Кобринської (1884—1886 рр.) та інші.

Повнотекстові версії рідкісних видань представлені в електронному вигляді у базі даних «eScriptorium: архів рідкісних видань і рукописів для науки та освіти» Онлайн [Архівовано 24 грудня 2017 у Wayback Machine.]

## Цифрові технології
Функціонує потужна автоматизована бібліотечно-інформаційна система обслуговування, що забезпечує доступ, як до унікальних історичних фондів, так і до електронних ресурсів, у тому числі через Інтернет. Складовими частинами Електронної бібліотеки ЦНБ є: електронний каталог з електронним замовленням цілодобово, повнотекстові бази даних журналів іноземних та вітчизняних видавництв, електронні ресурси повнотекстових видань вчених та викладачів університету, а також видання придбані на електронних носіях.

## Структура
- Дирекція

Відділи ЦНБ
- Відділ комплектування
- Наукової обробки документів і організації каталогів
- Відділ вітчизняних та іноземних електронних ресурсів та інформаційного сервісу
- Інформаційний центр «Вікно в Америку»
- Відділ зберігання фондів
- Відділ читальних залів
- Відділ наукової та художньої літератури
- Відділ навчальної літератури
- Міжбібліотечний абонемент
- Сектор електронної реєстрації користувачів
- Науково-бібліографічний відділ
- Відділ фізико-технічної літератури (пр. Курчатова, 31)
- Відділ автоматизації та програмного забезпечення
- Науково-методичний відділ
- Філія ЦНБ (вул. Університетська, 23** Відділ книжкових пам'яток, цінних видань і рукописів
  - Сектор цінних видань ХІХ — початку ХХ ст.
  - Відділ філологічної літератури

## Відомі працівники
- Беркович Есфір Семенівна (1912—1992) — відома українська бібліографиня, працювала у бібліотеці з 1948 по 1970 рік. Брала участь в укладанні 12 бібліографічних покажчиків, серед них — Григорія Сковороди, Василя Каразіна, Івана Павлова, хіміку Євгена Хотинського, Миколи Ізмайлова та систематичних покажчиків до періодичних видань Харківського університету та вчених товариств при ньому.

## Практична інформація
Бібліотека обслуговує користувачів:
- щоденно 9.00  — 19.00
- субота 10.00 − 17.00
- Санітарний день  — останній четвер місяця, за винятком періодів підсумкового контролю (січень, червень)
- Вихідний день — неділя.

У період зимових та літніх сесій читальні зали працюють і у неділю, з 10.00 до 15.00.